# Черменино (Ярославская область)
Черме́нино — деревня Волжского сельского округа Волжского сельского поселения Рыбинского района Ярославской области. Деревня расположена на удалении около 100 м от правого берега реки Волги (Горьковское водохранилище). Стоит ниже по течению Волги юго-восточной окраины города Рыбинск, (микрорайона Копаево), между Черменино и Рыбинском лежат деревни Семёновское и Забава, у автомобильной дороги Р151 Рыбинск—Тутаев.  Ниже по течению — деревня Демидовское. Посёлок Ермаково, центр Волжского сельского поселения, расположен к юго-востоку от Черменино, на дороге Р151. Деревня окружена сельскохозяйственными угодьями. Деревня приведена в списке обслуживания одновременно двух почтовых отделений Рыбинск-8 и Ермаково-1, по почтовым данным в деревне 31 дом.

## Геологический памятник
Обрывистый берег Волги у деревень Черменино и Забава является геологическим памятником обнажением разреза стратиграфического типа федерального ранга. Разрез относится к четвертичной системе и является опорным разрезом для среднего и верхнего плейстоцена в Европейской части России.  Большую мощность имеют отложения лихвинской и микулинской межледниковых эпох, содержащие остатки флоры и фауны (моллюсков и позвоночных). В разрезе видны шесть ледниковых горизонтов, соответствующих нескольким ледниковым эпохам, и пять межморенных горизонтов, соответствующих нескольким межледниковьям. В направлении сверху вниз открывает слои:
| №  | Описание отложений | Мощность, м |
| -- | --- | ----------- |
| 1  | Средний или лёгкий, рыхловатый, буровато-красный суглинок, насыщенный грубообломочным материалом                                                                  | 2–3         |
| 2  | Серовато-жёлтый разнозернистый песок с гравием и валунами | 0,7         |
| 3  | Серая, илистая супесь, содержащая линзы песка | 0,7         |
| 4  | Мелкозернистый, желто-серый песок с линзами серого, илистого суглинка                                                                                             | 0,8         |
| 5  | Серый, разнозернистый песок с гравием и битой ракушкой | 0,5         |
| 6  | Разнозернистый песок с галькой и валунами | 2,8         |
| 7  | Илистая, серая, тонкослойная гиттия, с включением раковин и валунов, фауна моллюсков                                                                              | 1,2         |
| 8  | Гиттия темно-серая, глинистая, весьма плотная, крупноплитчатая, с раковистым изломом, с рассеянными раковинами преимущественно унионид.                           | 5,0         |
| 9  | Тёмно-серый, разнозернистый песок, встречаются банки унионид, стволы крупных деревьев, лежащие горизонтально. Соответствует климатическому оптимуму межледниковья | 0,5         |
| 10 | Средний, плотный, красно-бурым суглинок, с гравийно-галечниковыми обломками и редкими валунами                                                                    | 1–2         |
| 11 | Ленточные отложения: пылевато-супесчаные, охристо-бурые или светло-серые алевриты, переслаивающиеся с плотными, серовато-бурыми глинами                           | 2,8–3,0     |
| 12 | Средний, опесчаненный, буровато-серый суглинок с множеством гравийных и галечниковых обломков и редкими валунчиками                                               | 3–4         |
| 13 | Седне-зернистый, желтовато-серовато-бурый, сыпучий песок с горизонтальной слоистостью                                                                             | 3–4         |
| 14 | Средний опесчаненный суглинок серовато-бурого цвета с большим числом обломков гравия и гальки                                                                     | 1–2         |
| 15 | Песок средне-зернистый серовато-бурый или охристый, сыпучий, с выраженной слоистостью. встречаются костные остатки млекопитающих                                  | 8–10        |
| 16 | Тяжёлый суглинок с множеством обломков гравия. | >0,15       |

## Население
| 2007 | 2010 |
| ---- | ---- |
| 4    | ↘2   |